# ЕВГО
ЗАО «Группа ЕВГО» — российская компания по производству бытовой техники, основанная в 1999 году, упразднённая по процедуре банкротства в 2009 году. Штаб-квартира и производство располагались в Хабаровске.

## История
ЗАО «Группа ЕВГО» было основано в 1999 году Геннадием Важничиным в Хабаровске. В течение нескольких лет бизнес показывал положительную динамику развития, увеличение объёмов производства и спроса на продукцию. Геннадий Важничин получил звание «Предприниматель года» по итогам одноимённого краевого конкурса. В 2005—2006 году рухнул российский рынок бытовой техники, закончился бум потребительского кредитования, рынок переключился на электронику, телефоны и интернет-устройства. Компания начала терять потребителей и к 2007 году сформировалась острая нехватка оборотных средств. В 2009 году руководство компании самостоятельно подало на банкротство. К данному моменту предприятием было выпущено около 4 миллионов единиц бытовой техники.
21 марта 2009 года решением АС Хабаровского края от 10.03.09 г. по делу № А73-11353/2008 ЗАО «Группа ЕВГО» было признано банкротом. 17 апреля 2010 года торги по продаже имущества ЗАО «Группа ЕВГО» были завершены по всем лотам.
В 2014 году марка EVGO перешла в портфель группы компаний НОВА, и под данным брендом была запущена новая линейка полуавтоматических стиральных машин.

## Продукция[6]
- Телевизоры
- DVD-проигрыватели
- Домашние кинотеатры
- Автоматические и полуавтоматические стиральные машины
- Пылесосы
- Микроволновые печи
- Холодильники
- Кондиционеры